# Élection présidentielle américaine de 1904
L'élection présidentielle américaine de 1904 est la 30e élection présidentielle depuis l'adoption de la Constitution américaine en 1787. Elle se déroule le mardi 8 novembre 1904. Elle avait pour but de pourvoir la succession de Theodore Roosevelt à la présidence des États-Unis pour un mandat de quatre ans.
Le président élu est entré en fonction le samedi 4 mars 1905.

## Contexte

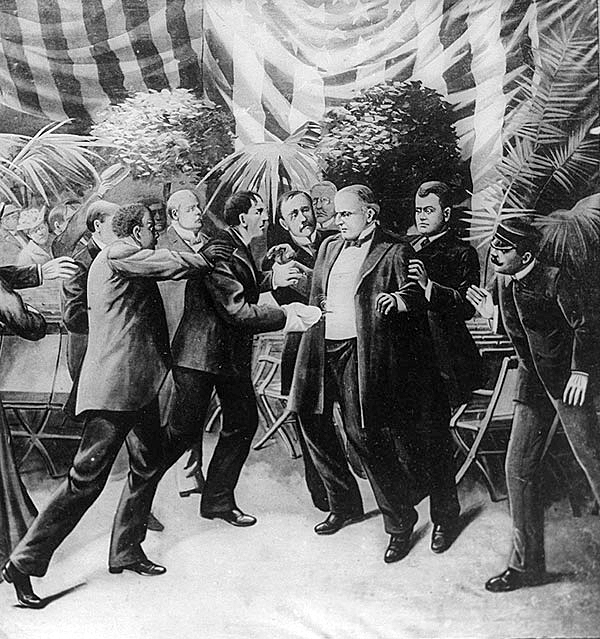
Assassinat de William McKinley, dessin de 1905.

Le 14 septembre 1901, William McKinley décède à la suite de son assassinat qui a eu lieu huit jours plus tôt à Buffalo. Le vice-président Theodore Roosevelt devient alors le vingt-sixième président des États-Unis.

## Primaires

### Primaires démocrates
L'ancien président Grover Cleveland (1885-1888 et 1893-1896) et William Jennings Bryan, candidat malheureux en 1896 et 1900 renoncent se présenter pour le Parti démocrate. Alton B. Parker, un démocrate bourbon de New York apparaît comme un recours soutenu par les sachems de Tammany Hall.
Il a contre lui l'aile plus libérale du parti. 
Toutefois la perspective d'avoir Hearst comme candidat a effrayé les démocrates les plus conservateurs et Parker a gagné l'élection de la convention démocrate du 6 au 9 juillet 1904 à Saint-Louis au premier tour de scrutin avec 679 voix contre 181 pour Hearst, le reste des voix étant dispersé sur plusieurs autres candidats.
L'ancien sénateur de Virginie-Occidentale Henry G. Davis  est élu comme candidat à la vice-présidence.

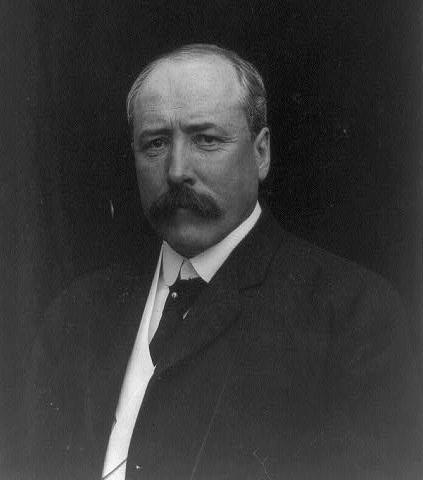
Alton Parker, membre de la cour d'appel de New York.
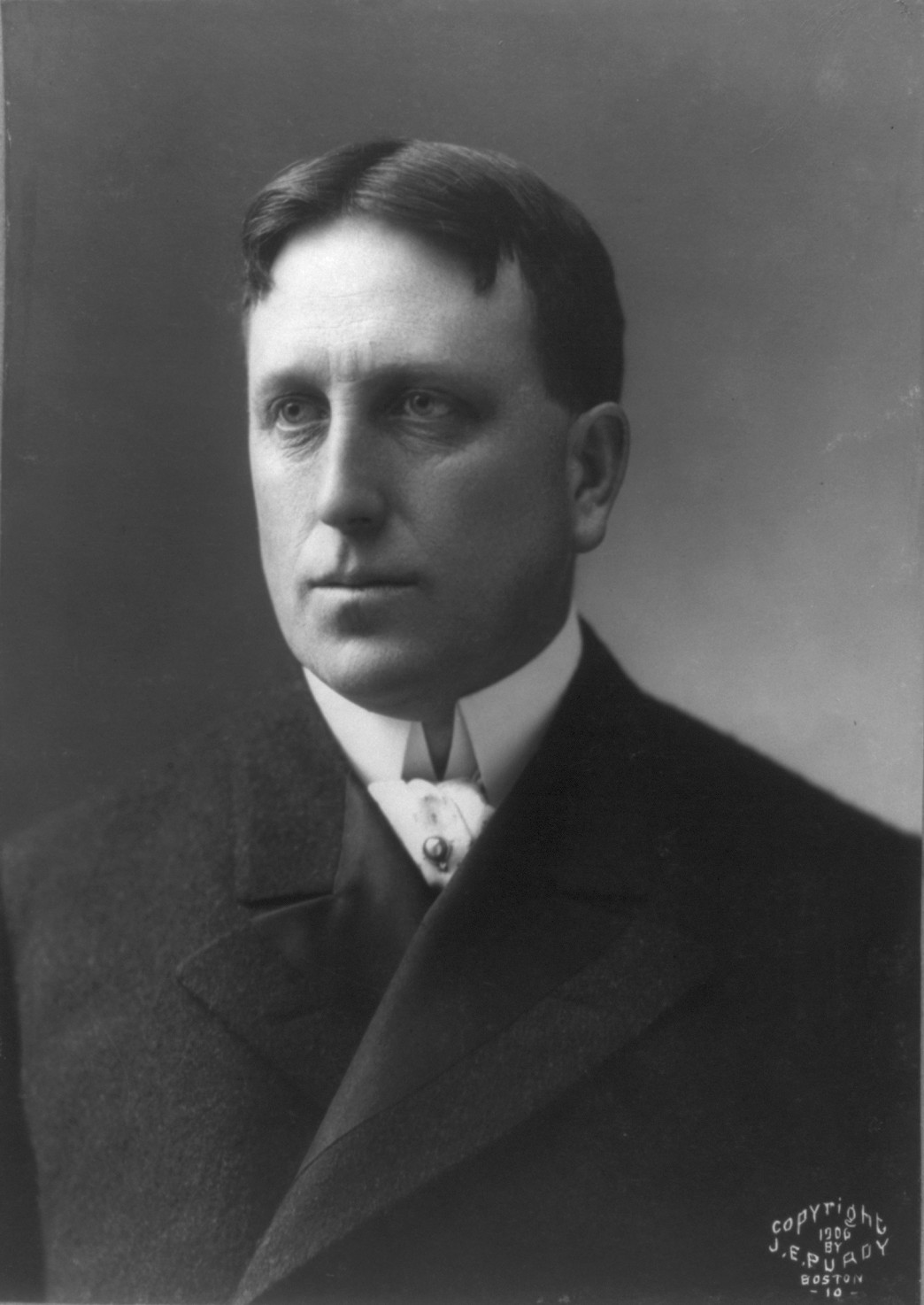
William Hearst, membre de la chambre des représentants des États-Unis pour New York.

### Primaires républicaines
Mis à part Theodore Roosevelt, candidat à sa succession, un seul candidat s'est présenté contre lui. Il s'agissait de Marcus Hanna classé comme conservateur. Hanna décède en février avant la convention nationale du parti qui se tient du 21 au 23 juin 1904. Roosevelt est élu à l'unanimité des 994 voix lors du premier tour de scrutin. 
En compensation, les conservateurs du Parti républicain obtiennent la désignation du sénateur Charles W. Fairbanks de l'Indiana comme candidat à la vice-présidence. 

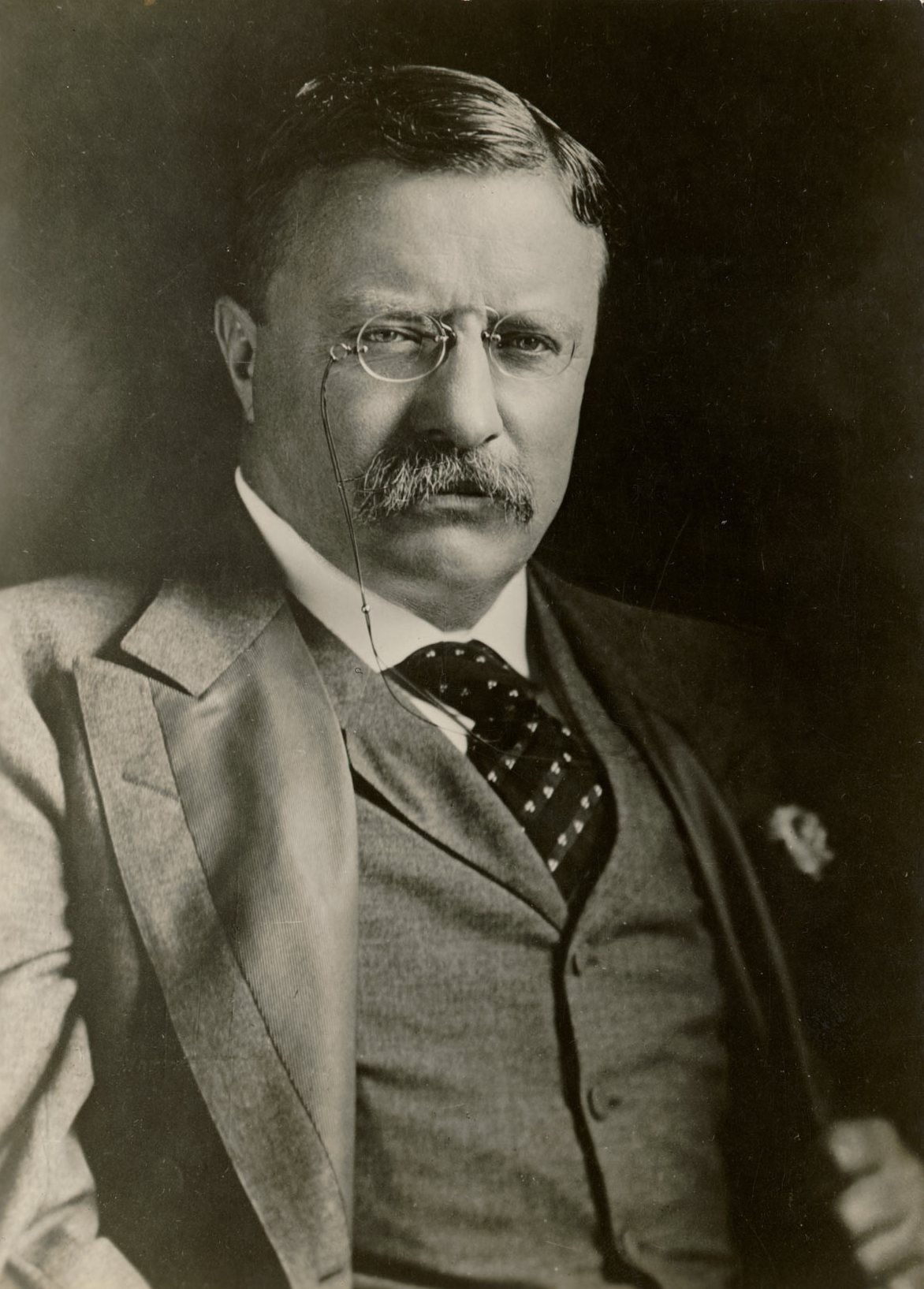
Theodore Roosevelt, président des États-Unis (depuis 1901).
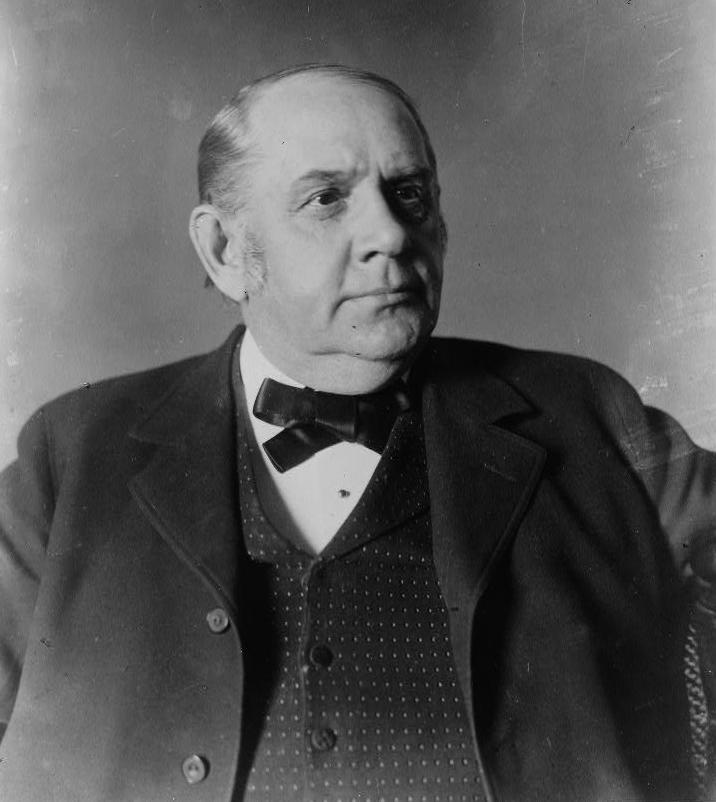
Marcus Hanna, sénateur de l'Ohio.

## Résultats
| Candidats               | Parti                  | Vote populaire | Vote populaire | Grands électeurs | Grands électeurs |
| Candidats               | Parti                  | Voix           | %              | Sièges           | %                |
| ----------------------- | ---------------------- | -------------- | -------------- | ---------------- | ---------------- |
| Theodore Roosevelt      | Parti républicain      | 7 630 457      | 56,42          | 336              | 71               |
| Alton B. Parker         | Parti démocrate        | 5 083 880      | 37,59          | 140              | 29               |
| Eugene Victor Debs      | Parti socialiste       | 402 810        | 2,98           | 0                | 0                |
| Silas C. Swallow        | Parti prohibitionniste | 259 103        | 1,92           | 0                | 0                |
| Thomas E. Watson        | Parti populiste        | 114 062        | 0,84           | 0                | 0                |
| Charles Hunter Corregan | Parti ouvrier          | 33 454         | 0,25           | 0                | 0                |
| Autres                  | Autres                 | 1 236          | 0,01           | 0                | 0                |

La victoire de Théodore Roosevelt est écrasante remportant tous les États du Nord et de l'Ouest. Parker de son côté obtient la majorité dans les États du Sud profond. C'est l'écart le plus important depuis l'élection de James Monroe en 1820.